# Đức Trinh nữ Maria (Công giáo)
Giáo hội Công giáo dành một sự tôn kính đặc biệt cho Maria (mẹ của Chúa Giêsu). Điều này được dựa trên những quy điển của Kinh Thánh về màu nhiệm nhập thể của Con Thiên Chúa qua Đức Maria, người trở thành Mẹ của Thiên Chúa. Từ Công đồng Êphêsô năm 431, tín điều này đã được khẳng định đến Công đồng Vatican II và Giáo hoàng Gioan Phaolô II qua thông điệp Redemptoris Mater (Mẹ Đấng cứu thế) tái khẳng định Maria đã được tôn kính không chỉ là Mẹ Thiên Chúa mà còn là Mẹ của Giáo hội.
Là mẹ của Chúa Giêsu, Đức Maria có một vai trò trung tâm trong Giáo hội Công giáo Rôma. Việc tôn kính mà giáo hội công giáo dành cho Maria đã phát triển theo thời gian cả không chỉ trong lời cầu nguyện, phụng vụ mà cả trong nghệ thuật, thơ ca và âm nhạc. Các Giáo hoàng đã khuyến khích việc tôn kính này nhưng theo thời gian cũng đã có những cải cách nhất định. Có thể nói công giáo Rôma có nhiều tước hiệu, ngày lễ kính và phương thức tôn kính dành cho Đức Maria hơn bất kỳ truyền thống Kitô giáo khác. Giáo hoàng Biển Đức XVI cho rằng Maria là Mẹ Thiên Chúa vẫn tiếp tục "cầu bầu và ban nhiều ân sủng nhờ phước lành của Thiên Chúa."
Vai trò quan trọng của Maria trong niềm tin Công giáo Rôma cùng với sự phát triển của Thánh Mẫu Học Công giáo không chỉ dựa trên những tuyên bố chính thực từ Rôma, từ truyền thống của các thánh mà còn từ chính cộng đồng tín hữu lẫn công chúng ở khắp nơi trên thế giới. Đôi khi điều này thông qua các báo cáo về việc Đức Mẹ hiện ra với các em nhỏ trên các quả đôiì. Tòa thánh vẫn tiếp tục công nhận những cuộc hiện ra này mà lần chấp thuận gần đây nhất là vào tháng 5 năm 2008. Một số cuộc hiện ra, chẳng hạn như Fatima đã trở thành một cộng đoàn xã hội với hàng triệu thành viên trên khắp thể giới.

## Lịch sử tôn kính

### Trong Giáo hội sơ khai

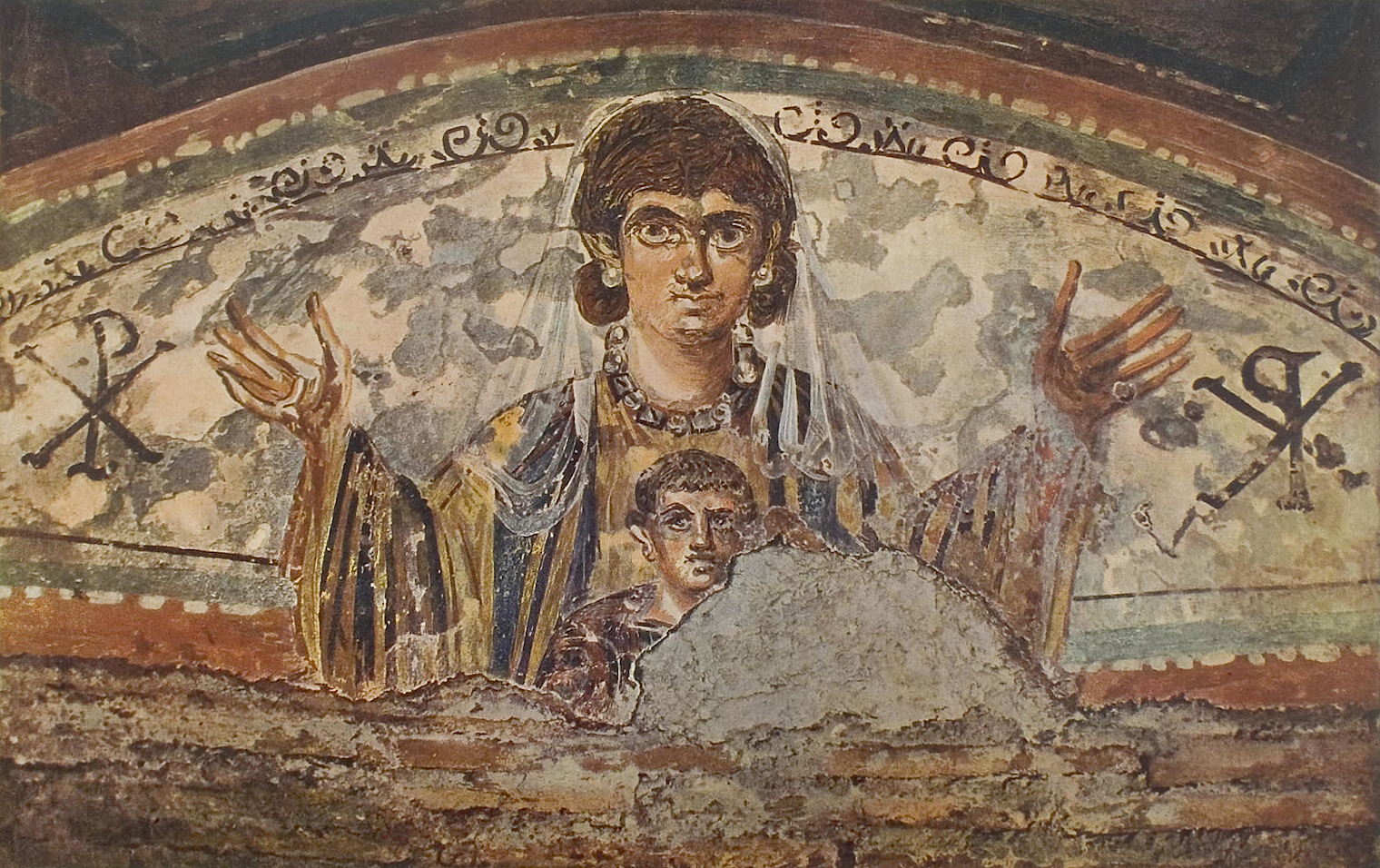
Trinh nữ và con trẻ trong hầm mộ ở Rôma, thế kỷ thứ 4.

Lịch sử lòng sùng kính Đức Maria có từ thế kỷ thứ 1. Các kitô hữu đầu tiên tập trung lòng đạo đức của họ nơi các thánh tử đạo. Hình ảnh Đức Maria đã được tìm thấy trong các hang toại đạo Priscilla, hang toại đạo thánh Phêrô, hang toại đạo Maiô. Sau đó họ nhìn thấy nơi Đức Maria là cầu nối giữa cái cũ và cái mới. Trong thế kỷ thứ 2, Thánh Irênê thành Lyons gọi Mẹ Maria là "Eva thứ hai" bởi vì nếu như Eva thứ nhất "bất tuân" thì qua Mẹ Maria và sự sẵn sàng vâng phục Thiên Chúa của Mẹ, nhân loại đã được hồi sinh. Lời cầu nguyện với Đức Maria xuất hiện sớm nhất là Kinh Trông Cậy được cho là ra đời vào khoảng năm 250.
Sau khi sắc lệnh Milan, các Kitô hữu được phép thờ phượng công khai và việc tôn kính Đức Maria trở nên rộng rãi. Trong những thập kỷ sau, nhiều thánh đường và nhà thờ được xây dựng. Các nhà thờ Đức Mẹ đầu tiên được xây dựng ngay tại Rôma từ đầu thế kỷ thứ 5 như: Vương cung thánh đường Đức Bà Trastevere, Vương cung thánh đường Đức Bà Antiqua và Vương cung thánh đường Đức Bà Cả.
Trong thế kỷ thứ 5, cuộc tranh luận về Maria chủ yếu xoay quanh câu hỏi nên gọi Maria là Theotokos (Mẹ Thiên Chúa) hay chỉ là Christotokos (Mẹ Của Chúa Kitô). Theotokos có nghĩa là "người mang Thiên Chúa" hay "Mẹ Thiên Chúa" với ngụ ý rằng Chúa Giêsu, mà Mẹ Maria đã sinh ra, thực sự là Thiên Chúa và Con người trong một người. Nghĩa là có cả Thiên Tính và Nhân Tính. Trong khi đó phái Nestorians lại ủng hộ tiêu đề Christotokos vì họ tin rằng Đức Chúa Con có trước Maria, như vậy Đức Maria chỉ là mẹ của Chúa Giêsu như một con người, vì vậy gọi bà là "Mẹ Thiên Chúa" gây nhầm lẫn và có khả năng dị giáo. Công đồng Êphêsô (431) đã tuyên bố tín điều Đức Maria là Theotokos.
Giáo huấn Đức Mẹ Hồn Xác Lên Trời trở nên phổ biến trên toàn thế giới Kitô giáo từ thế kỷ thứ 6 trở đi, ngày lễ kính được tổ chức vào ngày 15 tháng Tám ở cả phương Đông và phương Tây.

### Thời kỳ trung cổ

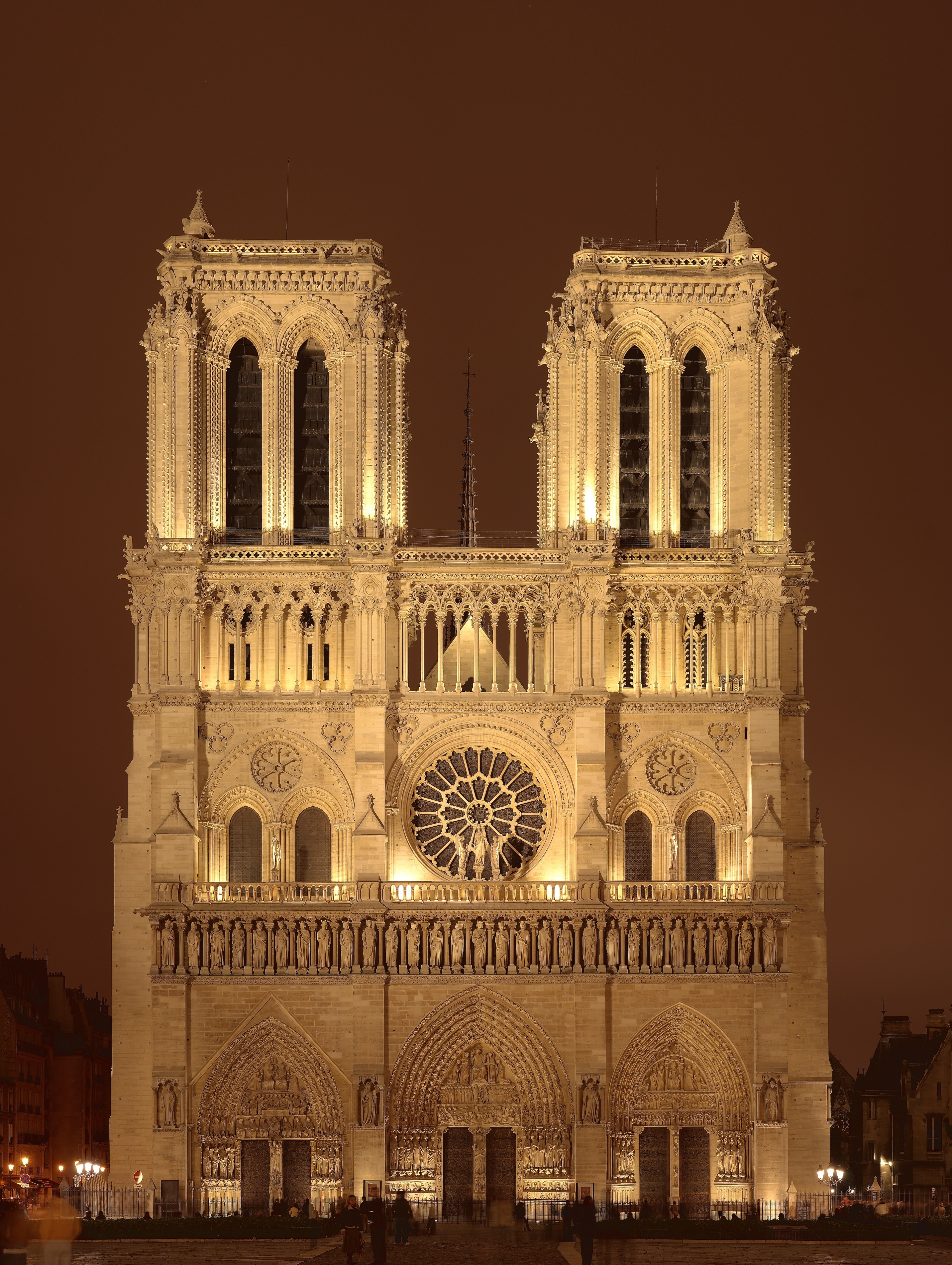
Nhà thờ được dành riêng cho Đức Maria ở Paris, Pháp được xây dựng từ khoảng 1163–1345

Thời Trung Cổ có một sự phát triển đáng kể dành cho Maria. Lòng sùng kính Đức Maria được hàng loạt vị thánh tôn sùng, bao gồm Thánh Ephrem người Syria, thánh Gioan Damas và thánh Bernard Clairvaux. Các thánh ca như Ave Maris Stella và Salve Regina được phổ biến và trở thành ca khúc hàng ngày trong các tu viện. Các thực hành đạo đức sùng kính Đức Mẹ cũng tăng lên đáng kể. Lời cầu nguyện với Đức Maria phổ biến nhất là Kinh Kính Mừng.
Từ năm 1000 trở đi ngày càng có nhiều nhà thờ, trong đó có nhiều nhà thờ lớn nhất châu Âu được xây dựng dành riêng cho Đức Maria. Đền thánh Walsingham và những nơi khác trở thành những trung tâm hành hương lớn. Nhà thờ theo kiểu kiến trúc Roman như Nhà thờ Speyer (còn được gọi là Mariendom) ở Speyer, Đức và Nhà thờ Đức Mẹ Flanders ở Tournai, Bỉ. Theo kiến trúc Gothic, như Nhà thờ Đức Bà Paris được xem là một kiệt tác xây dựng lớn.
Một trong những tranh cãi lớn của thời kỳ này là thuyết Vô Nhiễm Nguyên Tội của Mẹ Maria. Mặc dù sự vô tội của Đức Maria đã được thiết lập ngay trong Hội Thánh đầu tiên, nhà thần học Duns Scotus được xem là "Tiến sĩ của Đức Maria" đã lập luận về việc ủng hộ Đức Maria chí thánh được thoát khỏi tội nguyên tổ ngay từ giây phút đầu tiên Mẹ được cưu mang.
Các Giáo hoàng đã ban hành nghị các tông huấn, lễ kính và rước kiệu tôn vinh Mẹ Maria. Giáo hoàng Clêmentê IV (1265-1268) đã tạo ra một bài thơ bao gồm bảy niềm vui của Đức Maria, được coi như một phiên bản đầu tiên của Kinh Mân Côi.

### Thời Phục Hưng và Kháng Cách

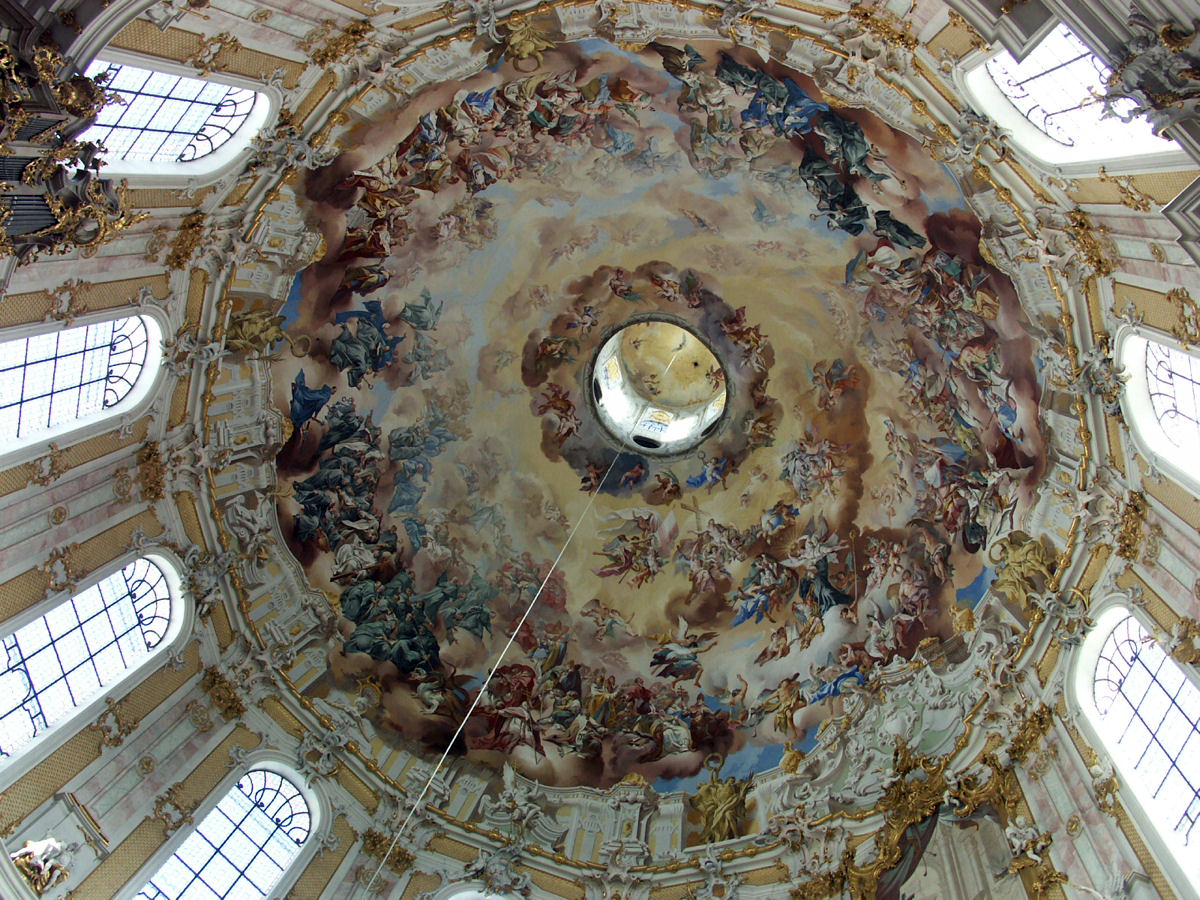
Bức tranh trần diễn tả hoạt cảnh Đức Mẹ lên trời

Bắt đầu từ thế kỷ 13, rất nhiều hình tượng nghệ thuật về Đức Maria xuất hiện ở châu Âu. Thời kỳ Phục Hưng là giai đoạn chứng kiến sự phát triển mạnh mẽ của chủ đề Marian trong nghệ thuật. Trong thời gian này, các công trình quan trọng về Đức Maria được sáng tác bởi các bậc thầy như Boticelli, Leonardo da Vinci và Raphael.
Trong Cải Cách Tin Lành, Thánh Mẫu Học của Công giáo đã bị tấn công chưa từng có. Việc tôn sùng Đức Maria bị coi như phạm thánh và mê tín dị đoan. Dưới sự ảnh hưởng của phe đối lập thần học này, các nhà cải cách Tin Lành đã phá hủy nghệ thuật tôn giáo, tượng Đức Mẹ và các bức tranh trong các nhà thờ ở miền bắc châu Âu và nước Anh. Một số các nhà cải cách Tin Lành, đặc biệt Andreas Karlstadt, Huldrych Zwingli và John Calvin khuyến khích việc loại bỏ các hình ảnh tôn giáo dựa vào 10 điều răn trong đó cấm thờ ngẫu tượng và sản xuất các tượng mạo phạm Thiên Chúa.
Vào giữa thế kỷ 16, Công đồng Trentô tái khẳng định truyền thống Công giáo trong việc thờ phượng các ảnh tượng. Điều này dẫn đến một sự phát triển lớn cửa hình ảnh Đức Mẹ và nghệ thuật Thánh Mẫu trong thời kỳ Baroque. Việc thế giới Công giáo tham gia vào cuộc chiến tranh chống lại Thổ Nhĩ Kỳ và giành chiến thắng dưới sự bảo trợ của Maria. Đặc biệt là chiến thắng ở trận Lepanto (1571) đã đánh dấu sự hồi sinh mạnh mẽ của việc sùng kính Đức Mẹ, tập trung đặc biệt vào Đức Maria, Nữ Vương Thiên Đàng và Trái đất và vai trò quan trọng của Mẹ như là trung gian hòa giải của nhiều ân sủng".
Linh mục Dòng Tên Francisco Suárez là thần học gia đầu tiên có những đóng góp về Thánh Mẫu Học. Ngoài ra còn có những đóng góp nổi tiếng khác phải của Lawrence of Brindisi, Robert Bellarmine, Francis bán hàng. Sau 1650, tín điều Vô Nhiễm Nguyên Tội được ủng hộ và phổ biến bởi Dòng Tên. Giáo hoàng Phaolô V và Gregory XV trị vì vào năm 1617 và 1622 đã không chấp quan điểm cho rằng Đức trinh nữ không nguyên tội. Alexander VII tuyên bố vào năm 1661, rằng linh hồn của Mẹ Maria miễn trừ tội nguyên tổ. Giáo hoàng Clêmentê XI đã xác lập lễ Vô Nhiễm Nguyên Tội cho toàn thể Giáo hội vào năm 1708. Lễ Mân Côi đã được xác lập vào năm 1716, lễ Đức Mẹ Sầu Bi vào năm 1727. Kinh Cầu Đức Bà đã được hỗ trợ mạnh mẽ bởi Biển Đức XIII và Biển Đức XIV.
Giai đoạn này cũng cho thấy lòng sùng kính Đức Maria được phổ biến rộng khắp với nhiều màu sắc và đa dạng hơn bao giờ hết: Nhiều cuộc hành hương, dâng hiến cho Đức Mẹ, kinh cầu Đức Bà, các vở kịch trong nhà hát, các bài thánh ca Maria và những cuộc rước Đức Mẹ. Cũng trong khoảng thời gian này, đã có thêm rất nhiều hiệp hội, dòng tu được thành lập hướng về việc tôn sùng Đức Mẹ. Nổi bật nhất là dòng Tiểu Đệ, Tiểu Muội của thánh Louis Grignion de Montfort (1673-1716), phong trào Lêgiô (Legion of Mary) ra đời trong thời Chiến tranh thế giới thứ nhất. Dòng Chúa Cứu Thế cũng đặc biệt hướng về Đức Mẹ. Trong lĩnh vực nghệ thuật có các họa phẩm của Bartolome Esteban Murillo, nhạc của Domenico Scarlatti, khúc "Magnificat" lừng danh của Johann Sebastian Bach...

### Thời cận, hiện đại

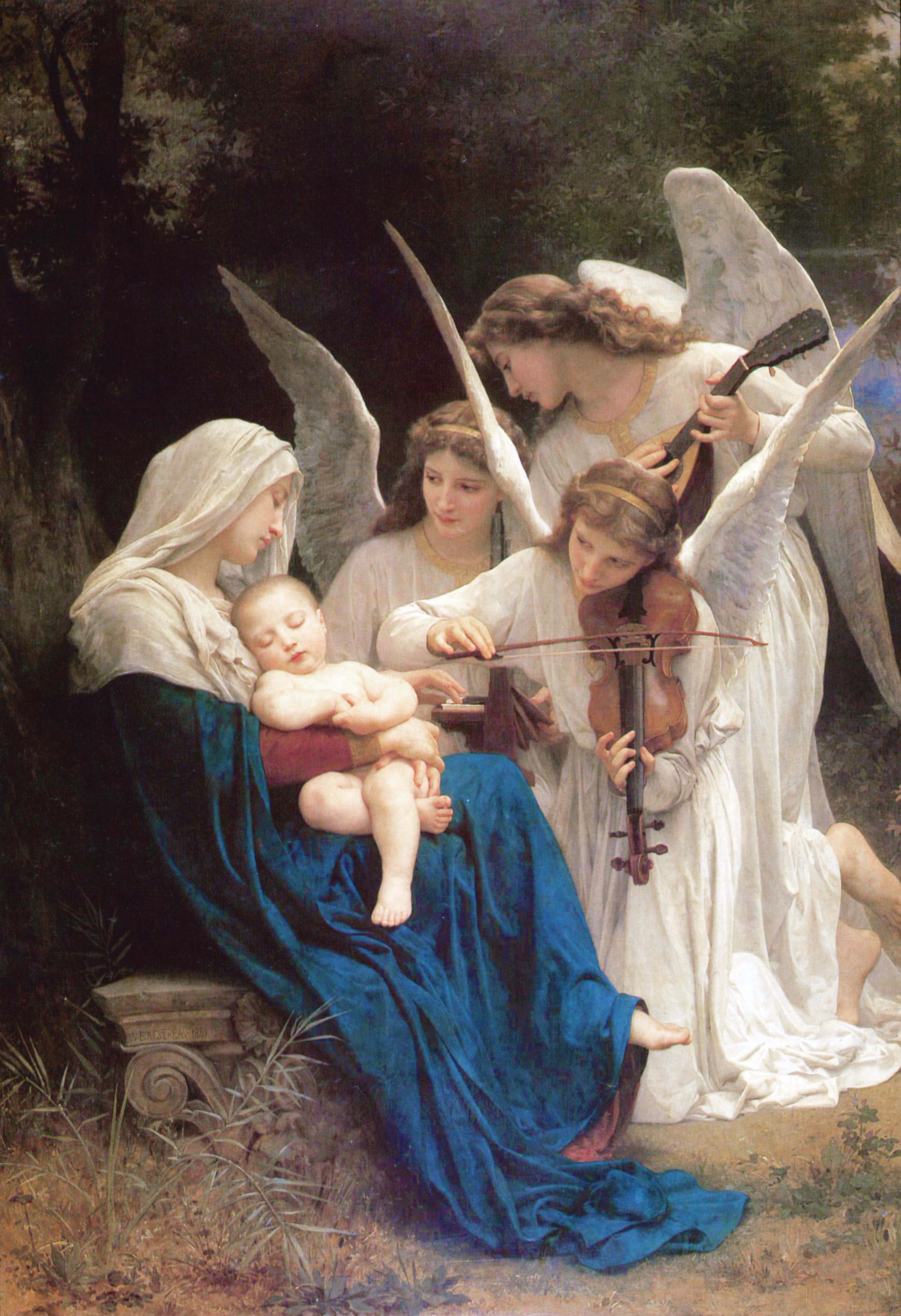
La Vierge aux anges (Đức Trinh nữ của các thiên thần), tranh vẽ của William-Adolphe Bouguereau năm 1881

Khởi điểm của việc sùng kính Đức Maria trong thời kỳ này là sự xác định tín điều Đức Mẹ Vô Nhiễm Nguyên Tội, bởi Giáo hoàng Piô IX vàonăm 1854. Năm 1954, Giáo hoàng Piô XII tuyên bố năm Thánh Mẫu và công bố tín điều Đức Mẹ Hồn Xác Lên Trời vào ngày 15 tháng 8 năm 1950.
Giai đoạn này cũng đánh dấu hàng loạt các sự kiện liên quan đến việc hiện ra của Đức Maria. Mạc khải cho thánh Catherine Labouré ở Paris trong khoảng 1830-1836 đã làm gia tăng những việc đạo đức, ảnh tượng Đức Mẹ Ban Ơn dâng kính Đức Mẹ Vô Nhiễm. Những lần Đức Mẹ hiện ra với thánh Bernadette Soubirous ở Lộ Đức năm 1858 hay Fatima năm 1917. Ngoài ra còn có những nơi hành hương khác như Knock ở Ireland, Beauraing ở Bỉ, và ngay cả La Vang ở Việt Nam. Những nơi này đã trở thành địa điểm hành hương của người công giáo trên khắp thế giới.
Giáo hoàng Piô X công bố lễ kính Đức Mẹ Lộ Đức năm 1904. Năm 1931, Giáo hoàng Piô XI chọn ngày 11 tháng 10 là ngày kính Mẫu Tâm, ngày 31 tháng 10 kính Đức Mẹ Vô Nhiễm, ngày 31 tháng 5 để kính Nữ Vương đồng thời công bố năm Thánh Mẫu 1954. Trong Công Đồng Vatican II, Giáo hoàng Phaolô VI đã công bố Đức Maria là Mẹ Giáo hội.
Tại Công Đồng Vatican II, một số nghị phụ đã mong ước Công Đồng công bố một tài liệu riêng về Đức Mẹ, nhưng nhiều vị khác lại không đồng ý, viện lẽ rằng việc nghiên cứu Thánh Mẫu học đã trở nên quá khác biệt. Cuối cùng, tuyên ngôn về Đức Mẹ đã được đặt chung trong Hiến Chế Tín Lý về Giáo hội (Lumen Gentium)